# Illinoisfloden

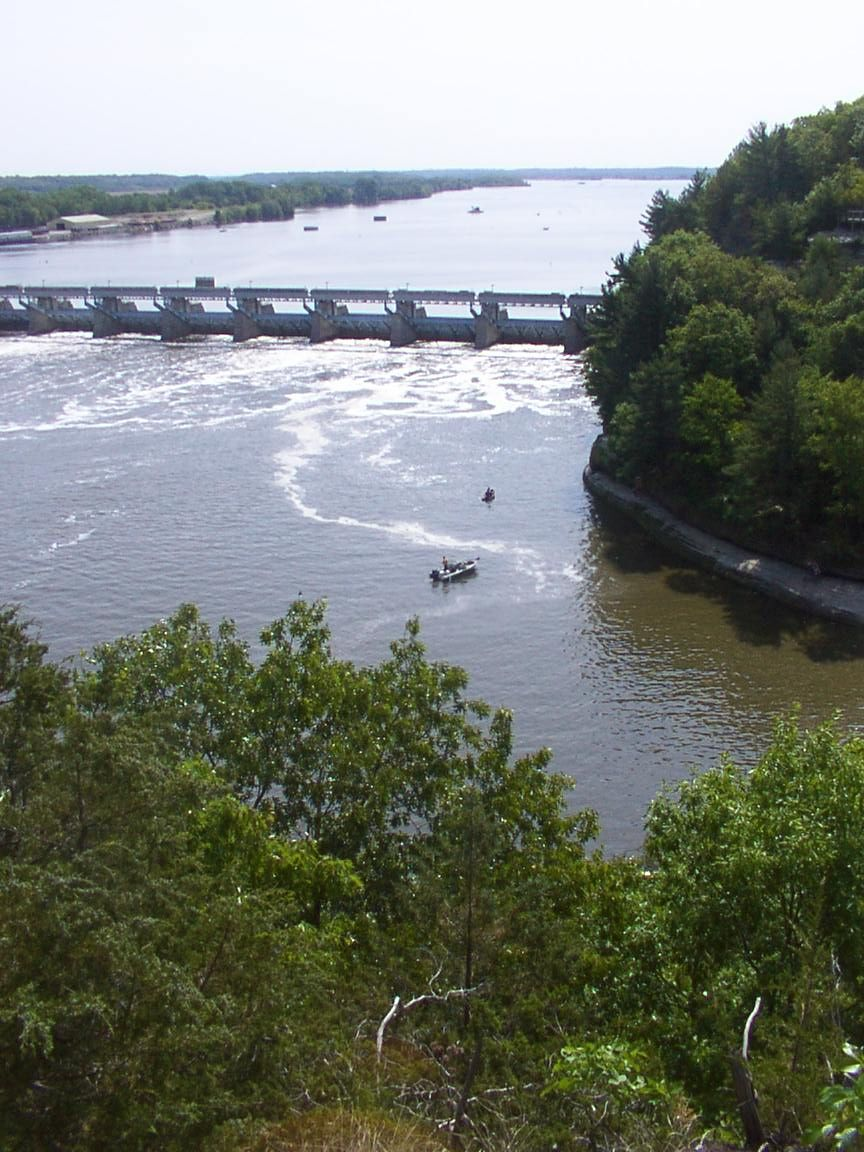
Illinoisfloden sett från Starved Rock State Park.

Illinoisfloden (engelska: Illinois River) är en biflod till Mississippifloden ungefär 439 km lång i den amerikanska delstaten Illinois. Floden rinner genom en stor del av centrala Illinois med ett avrinningsområde på 72 701 km². Denna flod var viktigt mellan indianer och tidiga franska handelsmän då vattnet förbinder de Stora sjöarna med Mississippi. De franska koloniala bosättningar längs floden bildade kärnan i det område som kallas Illinois Country. Efter byggandet av Illinois and Michigan Canal och Hennepin Canal under 1800-talet utökades flodens roll som länk mellan Michigansjön och Mississippi i en tid präglad av den moderna industriella sjöfarten.